# 條頓法
條頓法（Ius Teutonicum或Libertas Teutonica） ，是一項特殊法例，約定有關中世紀东向移民运动背景下，移民到中欧東部非德意志地區的德籍定居者的相關事項。
其包含了廣泛地豁免於各司法轄區法律的約定（參見包含斯拉維奇法Ius Slavicum 、 波希米迦勒法Ius Bohemicale 和波蘭法Ius Polonicum的王公法 ），尤其是對相應司法轄區所要求的履約義務、官吏和法庭等規定（享有豁免）。
取而代之，由定居區域所引入的自由、相對進步的憲制性、法理性、經濟性及社會性秩序，被承認於在地實施：其相對不同的特點有實踐型憲制、利益世襲法、勞作和稅負的經濟合理化、人身自由、財產安全、自選型實體法，及自有獨立司法權和獨立勘界人locator（舒尔茨，區域執達代理人Landvogt/advocatus）主持下的社區組建。
這部條頓法，後來是既以鄉村法而又以城市法的形式續現於多種法律變體之中，如弗兰肯法、弗拉芒法，或呂貝克法、马格德堡法等等。隨時間推移，這部法例還被越來越多授予東部的非德語定居點，從而引發政治體轄境內條件的深遠轉變。

## 文獻
- （德語） J. J. Menzel: Ius Teutonicum. In: Lexikon des Mittelalters (LexMA). Band 5. Artemis & Winkler, München/Zürich 1991, ISBN 3-7608-8905-0, Sp. 818 (mit Literatur).